# Skęczno
Skęczno [pronunciación en polaco: /ˈskɛnt͡ʂnɔ/] es un pueblo ubicado en el distrito administrativo de Gmina Zadzim, dentro del condado de Poddębice, Voivodato de Łódź, en el centro de Polonia. Se encuentra a unos 6 kilómetros al suroeste de Zadzim, a 21 kilómetros al suroeste de Poddębice, y a 47 kilómetros al oeste de la capital regional Łódź.